# 演繹
演繹（えんえき、英: deduction）は、一般的・普遍的な前提から、より個別的・特殊的な結論を得る論理的推論の方法である。
帰納で得る結論は「蓋然性」に留まるのに対し、演繹である結論は、前提が正しければ必ず正しい（前提は結論を必ず含意する）。したがって、前提に誤りがあれば、結論も誤ることになる。近代では、演繹法とは記号論理学によって記述できる論法の事を指す。

## 具体例
例えば、物体が落下するとき、重いものほど速く落ちるというのがかつての常識であった。これに対してガリレオ・ガリレイは、詳しい実験から物体の落下時間が質量に比例するものではないことを示した。これは帰納的な判断である。また、ここから彼は物体の落下速度は質量にかかわらず一定だろうと判断した。これはアブダクション（仮説形成）である。
その後、様々な実験や研究から物体がそれに従うべき法則として万有引力の法則や運動の法則が設定された。これが認められた後は、物体を落下させる実験を行わなくても、その落下時間は計算できるし、全く異なる条件下、たとえば金星で同じ実験を行った場合の結果についても値を得られることになる。これが演繹的な判断である。仮に実験結果が異なった値を取れば、実験の失敗を疑うか、そこに差を与える他の要素を探求することになろう。なぜならば、その実験の範囲では、前提とする法則が正しいものと判断できた上での結果だからである。

## 応用
以上のことを一般化した演繹の代表例として三段論法がある。
「人は必ず死ぬ」という大前提、「ソクラテスは人である」という小前提から「ソクラテスは必ず死ぬ」という結論を導き出す。この例のように二つの前提から結論を導き出す演繹を三段論法という。演繹においては前提が真であれば、結論も真となる。
ここで、「ソクラテス」の代わりに「私」を入れても正しい演繹となる。演繹による必然性とは前提には依存しておらず、前提を仮に認めるとすれば、必然的に結論が導かれるという形になってあらわれる。
アリストテレスが演繹の体系を構築し、フレーゲの登場までそれが長らく西洋論理学の中心となっていた。
イマヌエル・カントは、通常の意味とは異なった形で演繹 (Deduktion) という語を用いている。カントにおいて演繹とは概念の正当性の証明を意味する。最も代表的な例は『純粋理性批判』におけるカテゴリー（範疇）の超越論的演繹である。演繹のこのような用法は当時の法学用語に由来するといわれ、カントのいたるところにみられる。